# Zosterops abyssinicus
Zosterops abyssinicus là một loài chim trong họ Zosteropidae.
Đây là loài bản địa đông bắc châu Phi và nam Ả Rập.
Thân dài 10–12 cm. Phân lông trên lưng có màu xanh lá cây; tối màu hơn và xám hơn ở giống phía bắc. Có một vòng trắng hẹp quanh mắt và một đường đen mảnh giữa mỏm và mắt. Phần lông dưới thay đổi từ màu vàng nhạt đến màu trắng xám tùy thuộc giống. Tại châu Phi, loài này phân bố từ đông bắc nam Sudan qua Eritrea, Ethiopia, Somaliland và Kenya đến đông bắc Tanzania. Loài này cũng được tìm thấy trên đảo Socotra. Ở Ả Rập, loài này hiện diện ở tây nam Ả Rập Xê Út, Yemen và nam Oman. Chúng xuất hiện trong rừng thưa, cây bụi, wadis và vườn. Chúng được tìm thấy ở độ cao 1.800 mét so với mực nước biển ở châu Phi và 3.100 mét ở Ả Rập. Chúng thường kiếm ăn giữa các cành cây nhưng đôi khi đi xuống mặt đất. Chúng ăn côn trùng chủ yếu và cũng ăn mật hoa.